# Birkbeck, Università di Londra
La Birkbeck, Università di Londra (in inglese: Birkbeck, University of London), conosciuto anche con il nome di Birkbeck College, Birkbeck o BBK, è un'università pubblica britannica ed un college costitutivo dell'università di Londra.

## Storia
La Birkbeck University fu fondata l'11 novembre 1823 su iniziativa del filosofo Jeremy Bentham, del dottor George Birkbeck, del deputato Henry Brougham e del barone John Cam Hobhouse. Sette anni più tardi, nel 1830, la Birkbeck University divenne il primo college inglese ad ammettere studentesse donne. Nel 1920 la Birkbeck University entrò ufficialmente a far parte dell'Università di Londra.

## Struttura
L'istruzione e la ricerca è organizzata in cinque scuole suddivise a loro volta in dipartimenti; gran parte delle lezioni si svolge nel tardo pomeriggio e di sera per consentirne la frequenza agli studenti lavoratori.
- School of art
  - English and humanities
  - Cultures and languages
  - History of art
  - Film, media and cultural studies
- School of business, economics and informatics
  - Computer science and information systems
  - Economics, mathematics and statistics
  - Management
  - Organizational psychology
- School of law
  - Criminology
  - Law
- School of science
  - Biological sciences
  - Earth and planetary sciences
  - Psychological sciences
- School of social sciences, history and philosophy
  - Applied linguistics and communication
  - Geography
  - History, classics and archaeology
  - Psychosocial studies
  - Philosophy
  - Politics

L'università è composta da due campus: Bloomsbury e Stratford. La maggior parte delle facoltà si trova all'interno del campus principale di Bloomsbury; quest'ultimo si affaccia sui giardini del Bloomsbury Group, vicino alla British Library e ad altri collegi e ospedali universitari, nel borgo di Camden ed è raggiungibile dalle stazioni metropolitane di Euston e Tottenham Court Road.